# Hugo Vallentin

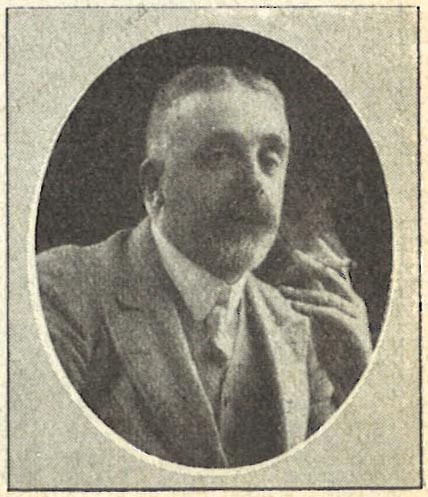
Hugo Vallentin

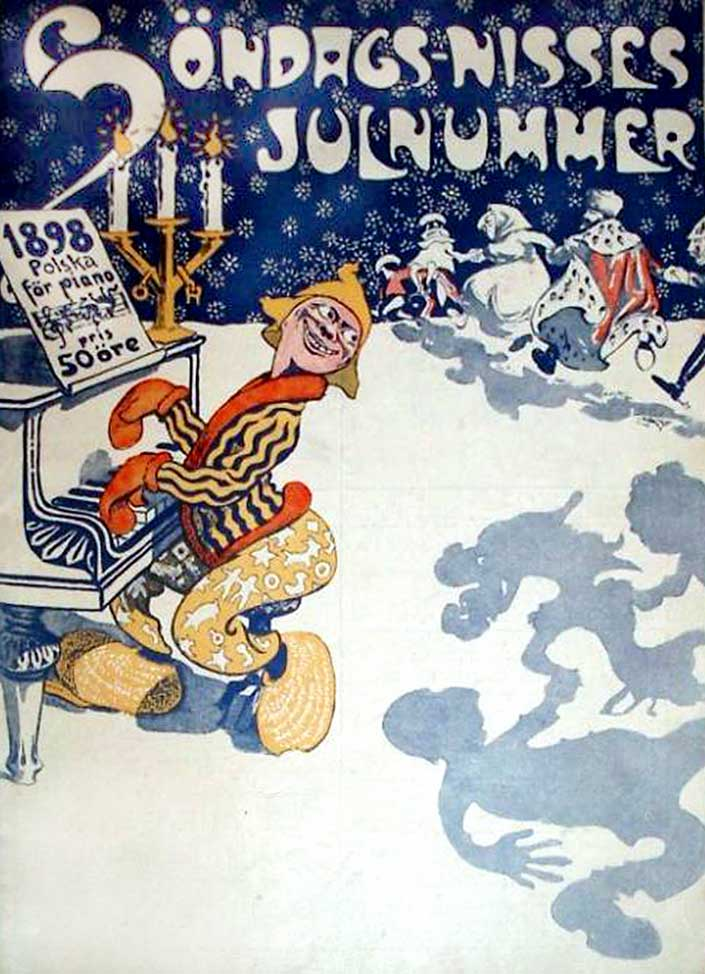
Omslaget till Söndags-Nisses julnummer 1898.

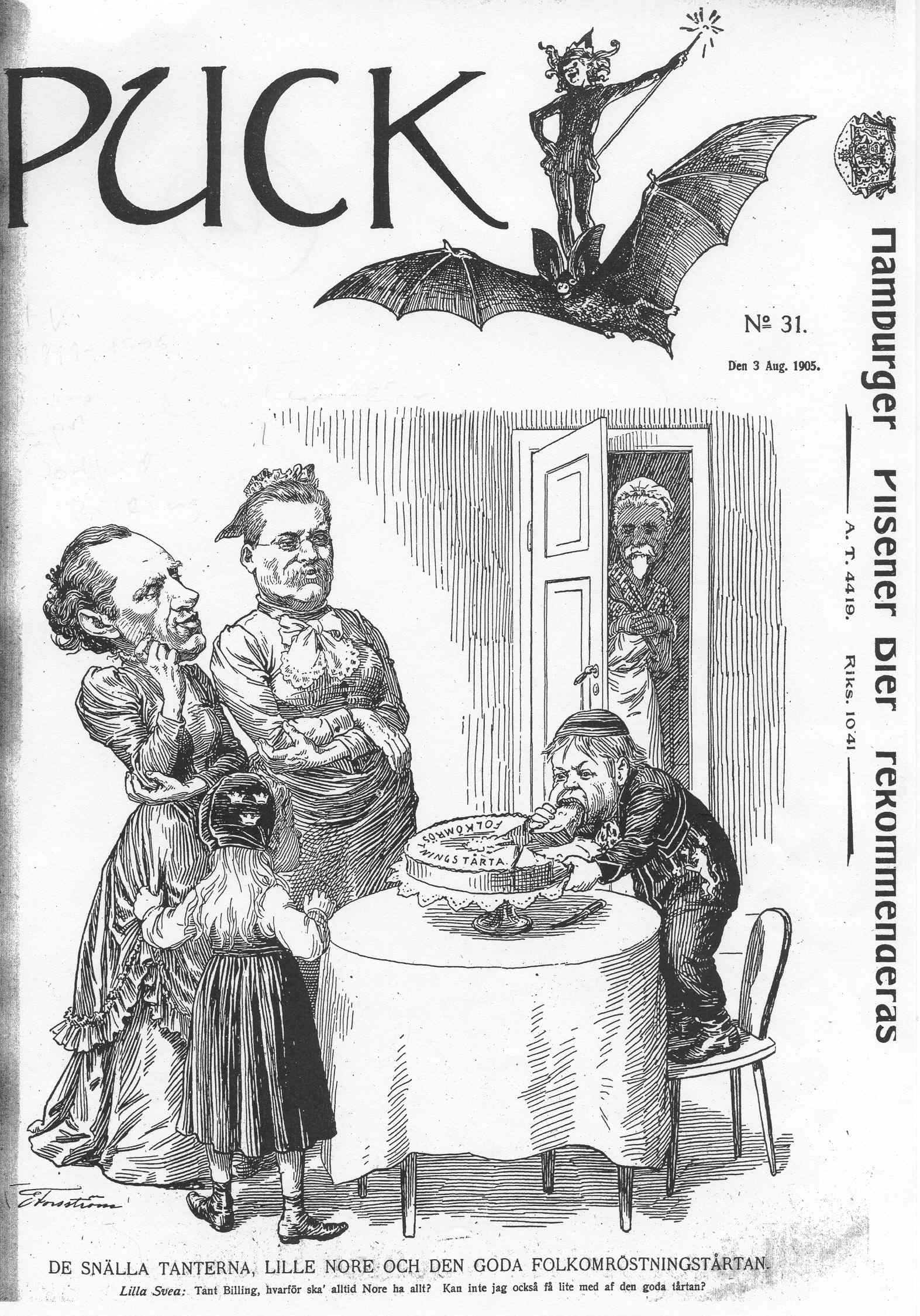
Puck. Omslag 1905.

Hugo Ferdinand Vallentin, född 10 december 1860 i Göteborg, död 25 februari 1921, var en svensk journalist. Pseudonym: Karl Pettersson; Dagdrifvaren; Utkiken; Joker; Klöfver Knekt; Läderlappen; Monocle; Stadsbudet 114, m. fl. Signatur: H. V-n

## Biografi
Vallentin var son till grosshandlaren Mauritz Vallentin och Betty Hartvig. Efter anställningar på kontor och i affär, blev han journalist 1893 och var från 1894 redaktör för skämttidningen Söndags-Nisse.  Efter en schism med tidningsstyrelsen 1901, lämnade Vallentin emellertid tidningen och grundade konkurrenttidningen Puck, för vilken han var redaktör och ansvarig utgivare fram till 1910. Under Vallentins redaktörstid hade båda tidningarna frisinnad politisk färg. Han blev därefter Londonkorrespondent för Göteborgs Handels- och Sjöfartstidning.

### Tolkningar
- Shaw, Bernard (1907). Candida : Tre akter. Svenska teatern, 99-1250025-3 ; 310. Stockholm: Bonnier. Libris 1618198
- Shaw, Bernard (1907). Hjältar : Antiromantisk komedi i tre akter. Svenska teatern, 99-1250025-3 ; 309. Stockholm: Bonnier. Libris 1618197
- Shaw, Bernard (1907). Man kan aldrig veta : Fyra akter. Svenska teatern, 99-1250025-3 ; 308. Stockholm: Bonnier. Libris 1618196
- Shaw, Bernard (1907). Ödets man : Heroisk komedi i en akt. Svenska teatern, 99-1250025-3 ; 311. Stockholm: Bonnier. Libris 1618199
- Shaw, Bernard (1908). Kurtisören : Fyra akter. Svenska teatern, 99-1250025-3 ; 317. Stockholm: Bonnier. Libris 1618205
- Shaw, Bernard (1908). Mrs Warrens yrke : Fyra akter. Svenska teatern, 99-1250025-3 ; 315. Stockholm: Bonnier. Libris 1618203
- Shaw, Bernard (1908). Änklingars hus : Tre akter. Svenska teatern, 99-1250025-3 ; 316. Stockholm: Bonnier. Libris 1618204
- Shaw, Bernard (1914). Pygmalion : pjäs i fem akter. Svenska teatern, 99-1250025-3 ; 348. Stockholm: Bonnier. Libris 1640480
  - Shaw, Bernard (1968). Pygmalion : pjäs i fem akter. Stockholm: Sveriges Radio, TV-teatern. Libris 13951330
- Shaw, Bernard (1927). Behagliga och obehagliga stycken / av förf. auktoriserad övers. av Hugo Vallentin (Ny, rev. och fullständig uppl. med författarens alla förord och kommentarer / redigerad av Gustaf Linden). Stockholm: Bonnier. Libris 2357028
- 1, Obehagliga stycken. Libris 2357031
- 2, Behagliga stycken. Libris 2357029
- 3, Stycken för puritaner. Libris 2357030

### Redaktörskap
- Söndags-Nisse: illustreradt veckoblad för skämt, humor och satir. Stockholm: Söndags-Nisse. 1894-1901. Libris 908704
- Puck. Stockholm: Puck. 1901-1910. Libris 2963499